# 최종덕
최종덕(崔鍾德, 1954년 6월 24일 ~ 2022년 7월 21일 )은 대한민국의 전 축구 선수 및 코치이다. 본관은 전주.

## 참고 자료
- 최종덕, '70년대 한국축구를 화려하게 수놓은 중거리 슛의 명수-1
- 최종덕, '70년대 한국축구를 화려하게 수놓은 중거리 슛의 명수-2